# Carrai afoveolata
Genre
Espèce
Carrai afoveolata, unique représentant du genre Carrai, est une espèce d'araignées mygalomorphes de la famille des Euagridae.

## Distribution
Cette espèce est endémique de Nouvelle-Galles du Sud en Australie. Elle se rencontre dans la forêt d'État de Carrai.

## Description
La carapace du mâle holotype mesure 6,38 mm de long sur 5,63 mm et l'abdomen 8,50 mm de long sur 6,20 mm et la carapace de la femelle paratype mesure 6,56 mm de long sur 5,25 mm et l'abdomen 10,56 mm de long sur 7,85 mm.

## Publication originale
- Raven, 1984 : Systematics of the Australian curtain-web spiders (Ischnothelinae: Dipluridae: Chelicerata). Australian Journal of Zoology Supplementary Series, no 93, p. 1-102.